# 佐賀女子短期大学付属佐賀女子高等学校
佐賀女子短期大学付属佐賀女子高等学校（さがじょしたんきだいがくふぞく さがじょしこうとうがっこう）は、佐賀県佐賀市本庄町本庄にある私立女子高等学校。設立母体は、学校法人旭学園。通称は「佐女」（さじょ）、または「佐賀女子」である。県内で唯一スタイリストやエステティシャンを養成するトータルビューティコースを設置している。

## 沿革
- 1897年 - 裁縫塾として創立
- 1923年 - 佐賀裁縫女学校を設置
- 1929年 - 佐賀高等裁縫女学校を設置
- 1943年 - 商業科設置により佐賀高等実業女学校と改称
- 1946年 - 校名を佐賀旭高等女学校と改称
- 1948年 - 校名を佐賀旭高等学校と改称
- 1957年 - 普通科を設置
- 1966年 - 校名を佐賀女子高等学校と改称、被服科を家政科に変更、衛生看護科・家政専攻科を増設、多久校舎を開設
- 1967年 - 武雄校舎(家政科・商業科・衛生看護科)を開設
- 1978年 - 佐賀女子短期大学付属佐賀女子高等学校と改称
- 1981年 - 多久校舎を閉鎖
- 1997年 - 創立100周年記念式典
- 2007年 - 創立110周年記念式典
- 2013年 - 武雄校舎を閉鎖。佐賀校舎を与賀町153-1から佐賀球場跡地に移転[1]

## 学園訓(建学の精神)
- 順和
- 礼譲
- 敬愛
- 奉仕

## 学科
- 食物科
- トータルビューティ科
  - エステティックコース
  - 美容コース
- 衛生看護科
- 普通科
  - 進学コース
  - 保育コース
  - 音楽コース
  - 美術コース
  - 福祉コース
  - ファッションコース
  - ビジネスコース

## その他
- 制服は、ボレロ（紺色、赤色の2種類のリボン）ジャンパースカート。2020年度入学生より、パンツスタイルの制服も選択可能となっている。
- スクールバスがあるため、唐津市、鳥栖市、久留米市などからの遠距離通学者もいる。
- 新体操部は、全国的にもトップクラスで、2年連続で選抜・総体・国体の3冠を達成し県民栄誉賞を受賞している。
- ソフトボール部は、2006年度の全国高校総体で優勝。また、2020年度、2021年度の全国選抜大会を2連覇している。
- 合唱部は、2006年に全日本合唱コンクール全国大会に九州支部代表として初出場。以来、2008年から2015年まで8年連続全国大会出場。通算で金賞2回、銀賞4回、銅賞3回を受賞している。
- 過去に多久校舎があり佐賀県立多久高等学校の西隣（現在の多久郵便局の場所）に校舎があった。
- 東側の旭学園第1体育館（佐賀女子短期大学向かい）の入口に、東京オリンピックの金メダリストの功績を称えるゴールドポスト[3]（第47号）が設置されている。

## 著名な出身者
- 田中美保 - バドミントン選手（アテネオリンピック出場）
- 又吉薫 - ソフトボール選手
- 島崎望 - ソフトボール選手
- 藤田倭 - ソフトボール選手（東京オリンピック金メダリスト）
- 森山遥菜 - ソフトボール選手
- 内藤実穂 - ソフトボール選手（東京オリンピック金メダリスト）
- 中溝優生 - ソフトボール選手
- 塚本蛍 - ソフトボール選手
- 木村愛 - ソフトボール選手